# Ctenanthe
Ctenanthe es un género con 18 especies de plantas herbáceas perteneciente a la familia Marantaceae. Es originario del centro y sur de la América tropical. Varias de sus especies son utilizadas como ornamentales, tales como C. compressa, C. lubbersiana y C. setosa (lista enunciativa no exclusiva).

## Especies
| - C. amabilis - C. amphiandina - C. burle-marxii - C. casupoides - C. compressa - C. dasycarpa - C. ericae - C. glabra - C. dasycarpa | - C. ericae - C. glabra - C. kummerana - C. kummeriana - C. lanceolata - C. lubbersiana - C. muelleri - C. oppenheimiana - C. setosa |